# Alfred von Werthern
Alfred Hermann Thilo Freiherr von Werthern (* 27. Oktober 1842 in Sangerhausen; † 7. November 1908 in Naumburg (Saale)) war ein preußischer Generalmajor und Chronist der Familie von Werthern.

## Leben
Alfred war das zweite Kind des Landrats des Kreises Sangerhausen Hermann von Werthern (1811–1861) aus der Brückenschen Linie und dessen Ehefrau Charlotte Luise, geboren von Seebach (* 1816; † 1890).
Er besuchte ab 1855 die Klosterschule Roßleben, machte 1860 dort sein Reifezeugnis. Dann studierte er Jura in Berlin und Bonn, wurde Auskultator beim Kreisgericht Merseburg, schlug zunächst eine kurze Militärkarriere in der Preußischen Armee ein. Das Pflichtjahr diente Werthern beim 12. Husaren-Regiment, wurde aber dann 1865 aktiver Offizier, nachfolgend im Krieg gegen Österreich. 1868 erfolgte die Einberufung zur Kriegsakademie, 1870 stand er beim 16. Husaren-Regiment. Er war dann bei einem Kommando im Großen Generalstab und sogar zum Auswärtigen Amt. 1876 erhielt er den Dienstrang Rittmeister, 1878 war Werthern beim Kriegsministerium, 1883 zum 8. Husaren-Regiment versetzt. Beim Militärkabinett war er 1888, Inspektor des Veterinärwesens 1890.
Vom 29. März 1892 bis zum 13. Juli 1895 war Alfred Freiherr von Werthern Kommandeur des Husaren-Regiments „Landgraf Friedrich II. von Hessen-Homburg“ (2. Kurhessisches) Nr. 14 in Kassel. Anschließend wurde er unter Stellung à la suite seines Regiments zum Kommandanten von Wesel ernannt. Er avancierte 1895/1896 zum Generalmajor und wurde am 18. April 1901 unter Verleihung des Stern zum Kronen-Orden II. Klasse mit Pension zur Disposition gestellt.
Das mehrbändige, in Naumburg (Saale) erschienene Werk Geschichte des Geschlechts der Grafen und Freiherrn von Werthern wurde von ihm erarbeitet.
Er heiratete am 19. September 1868 in Merseburg Marie von Nostitz (* 1849), eine Tochter des Kreisgerichtsdirektors Gustav von Nostitz († 1873). Aus der Ehe gingen die Kinder Gertrud (* 1869), Freda (* 1872), Joachim (* 1877) und der Missionsarzt in Tsinanfu (heute Jinan), Eberhard Alfred von Werthern (* 1882) hervor.

## Schriften
- Geschichte des Geschlechts der Grafen und Freiherrn von Werthern. Naumburg 1907.
- General von Versen. Ein militärisches Zeit- und Lebensbild. E. S. Mittler & Sohn, Berlin 1898, Digitalisat